# توکوگاوا ایه‌یاسو (درام تلویزیونی ۱۹۸۸)
توکوگاوا ایه‌یاسو (به ژاپنی: 徳川家康) نام یک فیلم یک قسمتی ۲۴۰ دقیقه‌ای تاریخی بر پایه زندگی توکوگاوا ایه‌یاسو است. این مجموعه توسط شبکه تلویزیونی تی‌بی‌اس ساخته شده و در سال ۱۹۸۸ میلادی پخش شده است. در این مجموعه ماتسوکاتا هیروکی نقش توکوگاوا ایه‌یاسو، کن اوگاتا نقش تویوتومی هیده‌یوشی و یاماشیرو شینگو نقش اودا نوبوناگا را ایفا می‌کنند. این فیلم وقایع را از زمان نبرد شیزوگاتاکه تا نبرد سکیگاهارا به تصویر کشیده است.